# 1967年鴉片戰爭
1967年鴉片戰爭（英語：1967 Opium War）是1967年寮王國皇家軍隊總司令溫·拉迪功假借緝毒名義，率軍偷襲正在激戰的泰緬孤軍與坤沙販毒集團，結果寮王國軍隊擊敗中國國民黨残兵與坤沙集團，孤軍和缅甸民兵被驱逐出寮國，拉迪功將坤沙集團的鴉片占為己有。